# Serge Blusson
Serge Blusson (París, XIIè arrondissement, 7 de maig de 1928 - Creil, 14 de març de 1994) va ser un ciclista francès, que fou professional entre 1950 i 1959. Com a ciclista amateur va prendre part en els Jocs Olímpics de Londres de 1948, on guanyà la medalla d'or en la prova de persecució per equips, junt amb Pierre Adam, Charles Coste i Fernand Decanali. Com a professional va guanyar, entre d'altres, el Gran Premi de Plouay de 1953 i el Tour de Picardia de 1957.

## Palmarès
- 1948
  - Campió Olímpic de persecució per equips (amb Pierre Adam, Charles Coste i Fernand Decanali)
- 1949
  - 1r a la París-Évreux
- 1950
  - 1r a la París-Limoges
- 1952
  - Vencedor d'una etapa del Tour de l'Oest
- 1953
  - 1r al Gran Premi de Plouay
  - Vencedor d'una etapa del Tour de l'Oest
- 1954
  - 1r al Circuit de Cher
- 1957
  - 1r al Tour de Picardia i vencedor d'una etapa

### Resultats al Tour de França
- 1950. 42è de la classificació general
- 1951. Abandona (10a etapa)
- 1954. Abandona (5a etapa)